# Mark Angel (nhà sản xuất phim)
Mark Angel (sinh ngày 27 tháng 5 năm 1991) là một diễn viên hài, nhà viết kịch bản và là một nhà sản xuất video trực tuyến. Anh nổi tiếng nhờ vào kênh hài kịch Mark Angel Comedy trên Youtube bao gồm hàng loạt phim ngắn thường có sự góp mặt của các diễn viên hài nhí như hai đứa "cháu gái" anh là Emmanuella Samuel (9 tuổi) cũng như em gái cô bé là "Aunty" ("bà cô") Success Madubuike (5 tuổi), những người trên thực tế là em họ của anh. Kênh YouTube của Angel và Emmanuella là kênh đầu tiên tại châu Phi đạt 1 triệu lượt đăng ký và với trên 6 triệu lượt đăng ký, anh là người sinh ra và lớn lên ở châu Phi sở hữu lượt đăng ký YouTube cao nhất.
Mark Angel thường được những người hâm mộ Việt Nam gọi là Chú Mạc, dựa trên tên gọi "Uncle Mark" mà Emmanuella và Success thường dùng để gọi anh trong các video.

## Đầu đời
Mark Angel sinh vào năm 1991 tại Port Harcourt, Rivers State, Nigeria. Anh từng theo học ngành Y tại Đại học Obafemi Awolowo nhưng phải bỏ giữa chừng vì lý do gia đình. Sau thời gian học đại học, anh dành thời gian ở Nigeria để gặt hái thêm kinh nghiệm trong kỹ thuật quay phim cũng như nghệ thuật sân khấu nhưng không thể tìm được nghề nghiệp với thu nhập ổn định tại Nollywood (Hollywood phiên bản Nigeria). Từ bỏ cảnh làm mướn, anh thành lập hãng phim tư nhân Mechanic Pictures vào năm 2013, bắt đầu sự nghiệp làm phim độc lập của mình.

## Mark Angel Comedy
Angel đã mở kênh Mark Angel Comedy vào ngày 29 tháng 6 năm 2013. Kênh này chuyên đăng tải các mẫu phim hài ngắn có sự tham gia của nhiều người thân trong gia đình anh cũng như các bà con anh chị sống tại khu dân cư xung quanh đó ở Port Harcourt. Nhiều phim ngắn thường có chủ đề liên quan tới những đứa trẻ khôn ngoan và chủ yếu do Emmanuella Samuel và Success thủ vai. Phim ngắn nổi tiếng đầu tiên của Angel có tên là "Oga Landlord," (Oga trong một số ngôn ngữ bản địa Nigeria có nghĩa là "sếp" hay "người lãnh đạo") với nội dung chính là một người đàn ông (Angel) do không trả tiền thuê nhà kịp thời, đang cố gắng trốn khỏi chủ nhà (Daddy Humble) và cố gắng nhờ một đứa trẻ (Emmanuella) ra nói đỡ cho anh ta nhưng vô ích (ví dụ: "Cậu cháu không ở đây. Cậu vừa nói với cháu như thế.").
Emmanuella là diễn viên tham gia lâu nhất của Angel. Cô bé đã dành được nhiều giải thưởng tại Nigeria và tại Úc nhờ vào sự tham gia của mình trong các mẫu phim ngắn của Angel. Cô bé cũng là người trẻ nhất châu Phi đoạt giải thưởng từ YouTube. Cô bé bắt đầu làm quen với những công việc liên quan tới điện ảnh ở trường như một phần của dự án video của lớp trước khi được Angel chọn cho diễn viên chính cho những sản phẩm của mình. Các video có mặt Emmanuella thường đạt hàng triệu lượt xem chỉ trong tuần đầu tiên phát sóng.
Mark Angel Comedy đã nhận được nút vàng từ YouTube sau khi đạt được một triệu lượt đăng ký vào năm 2017. Đây cũng là kênh YouTube đầu tiên ở Nigeria đạt đến ngưỡng đó.
Năm 2018 đã có thông báo rằng Emmanuella Samuel sẽ tham gia vào một bộ phim sắp tới do Disney sản xuất.

## Phong cách làm phim
Mark Angel chủ yếu sử dụng kỹ thuật đa máy ảnh (Multicam) và góc quay gần. Anh thường sử dụng các kỹ thuật quay rung để mang lại cảm giác tự nhiên và thực tế khi quay phim, một cách mà anh thường gọi là "freestyle comedy".
Angel chủ yếu quay phim tại khu dân cư thuộc tầng lớp thấp của gia đình anh ở Port Harcourt, như một cách để miêu tả môi trường mà anh sinh ra và lớn lên và cũng là một cách để liên hệ đến những người dân thường khác ở Nigeria.